# Novake, Vojnik
Novake so naselje v Občini Vojnik.